# Marthe Bonnard
Pour les articles homonymes, voir Bonnard et Boursin.
Marthe Bonnard, née Maria Boursin le 22 février 1869 à Saint-Amand-Montrond et morte le 26 janvier 1942 au Cannet, est une artiste peintre française.
Elle est par ailleurs l'épouse et le modèle du peintre Pierre Bonnard (1867-1947).

## Biographie
Maria Boursin naît le 22 février 1869 au n°2 de la rue du Cheval Blanc, à Saint-Amand-Montrond de parents berrichons d'origines modestes. Son père, Anatole Boursin, est charpentier et sa mère, Honorine Méténier, couturière. Elle quitte sa région pour Paris en 1891, change de nom et est engagée dans un atelier de fabrication de fleurs artificielles. Elle se met à fréquenter des artistes et rencontre Pierre Bonnard en 1893, à qui elle se présente sous le nom de Marthe de Méligny – pseudonyme qui rappelle les noms des courtisanes fin de siècle telles Blanche d'Antigny ou Jeanne de Tourbey. Elle dit descendre d'une vieille lignée italienne, orpheline et seule au monde. Elle ne révélera sa véritable identité au peintre que lors de leur mariage en 1925,.
Devenue le modèle de prédilection du peintre, elle est notamment représentée dans Nu à contre-jour et Nu dans le bain. Elle apprend la peinture avec Louise Hervieu et expose son œuvre sous le nom de Marthe Solange entre 1921 et 1929, particulièrement à la galerie Eugène Druet en 1924.
Le couple vit isolé, supposément en raison du caractère difficile de Marthe, maintes fois représentée de dos, refermée sur elle-même. C'est ainsi qu'elle figure dans Marthe dans la salle à manger au Cannet, peint en 1933. En 1939, à la déclaration de la guerre, les Bonnard se réfugient au Cannet, à la villa Le Bosquet.
Marthe Boursin meurt en 1942, au Cannet, et Pierre Bonnard cinq ans plus tard. À la mort du peintre, la succession, comprenant près de 700 toiles et plusieurs milliers de dessins et d'aquarelles, revient aux héritiers en ligne directe de Pierre Bonnard, le couple s'étant marié sous le régime de la communauté de biens. Le notaire commandite toutefois auprès d'un généalogiste une recherche sur Maria Boursin et découvre l'existence d'une sœur et de nièces. Après des années de procédure, un accord à l'amiable est trouvé, partageant les œuvres de l'artiste,.